# Юхней, Михаил Фёдорович
Михаил Фёдорович Юхней (род. 7 января 1951) — советский и российский юрист, председатель 4-го судебного состава Высшего Арбитражного Суда России.

## Биография
Родился 7 января 1951 года в селе Тисов Болеховской общины Калушского района Ивано-Франковской области Украинской ССР.
В 1978 году окончил юридический факультет Львовского государственного университета им Ив. Франко.
С 1978 по 1980 год работал арбитром, старшим арбитром Ивано-Франковского облпотребсоюза.
С 1980 по 1986 год — старший юрисконсульт юридического отдела Центросоюза СССР.
С 1986 по 1991 год — заместитель начальника Организационного отдела, заместитель начальника отдела управления надзора и обобщения арбитражной практики, государственный арбитр Госарбитража СССР.
В 1991 году являлся судьёй Высшего Арбитражного Суда СССР.
В 1992 году назначен судьей Высшего Арбитражного Суда Российской Федерации с 1995 года является председателем 4-го судебного состава ВАС РФ коллегии по рассмотрению споров, возникающих из административных и иных публичных правоотношений.

## Звания и награды
- Заслуженный юрист Российской Федерации.
- Медаль «В память 850-летия Москвы»
- Медаль «За заслуги перед судебной системой Российской Федерации» II степени.